# Феррейра да Роза, Эмерсон
Эмерсон Феррейра да Роза (порт. Emerson Ferreira da Rosa; 4 апреля 1976, Пелотас, Риу-Гранди-ду-Сул, Бразилия) — бразильский футболист, полузащитник. Выступал за «Ювентус», «Реал Мадрид», «Милан». Спортивное прозвище — «Пума».

## Карьера
Он сделал себе имя в своей родной Бразилии, играл за «Гремио», где он выиграл два чемпионата штатов, два Кубка Бразилии, один бразильский чемпионат и один Кубок Либертадорес. Затем он отправился в Европу, чтобы играть за немецкий клуб «Байер 04».
21 апреля 2009 года разорвал контракт с «Миланом» по причинам личного характера. Намеревался перейти в бразильский «Гремио», где начинал свою карьеру, но в итоге 26 июля 2009 года подписал контракт с «Сантосом». Однако пребывание Эмерсона в «Сантосе» оказалось недолгим — уже 16 октября того же года в связи с травмой он разорвал контракт с клубом, сыграв за него 6 матчей за 3 месяца
За национальную сборную Эмерсон провёл 73 матча и забил 6 мячей. Принимал участие в чемпионатах мира 1998 и 2006 годов, а победный для бразильцев турнир 2002 года пропустил из-за травмы, полученной за несколько дней до его начала.

## Достижения
Гремио
- Обладатель Кубка Либертадорес: 1995
- Обладатель Кубка Рекопа: 1996
- Чемпион Бразилии в серии «А»: 1996
- Чемпион штата Риу-Гранди-ду-Сул: 1995, 1996
- Обладатель Кубка Бразилии: 1994, 1997

Милан
- Чемпион мира среди клубных команд: 2007
- Победитель Суперкубка УЕФА: 2007

Реал Мадрид
- Чемпион Испании: 2006/07

Рома
- Чемпион Италии: 2000/01
- Обладатель Суперкубка Италии: 2001

Сборная Бразилии
- Участник чемпионатов мира: 1998, 2006
- Вице-чемпион мира: 1998
- Обладатель Кубка Америки: 1999
- Обладатель Кубка конфедераций: 2005